# María Mercedes Mallol Gil
María Mercedes Mallol Gil (L'Alcora, 15 de setembre de 1972) és una empresària i política valenciana, alcaldessa de l'Alcora i senadora per Castelló en la XI i XII legislatures.
Ha treballat com a directora d'empreses relacionades amb l'elaboració de rajoles i material de la construcció. Militant del partit Popular, a les eleccions municipals espanyoles de 2011 fou escollida alcaldessa de l'Alcora, càrrec que no va poder revalidar a les eleccions municipals de 2015. A les eleccions generals espanyoles de 2015 i 2016 fou escollida senadora per la província de Castelló a la llista del Partido Popular.